# Davenescourt
Davenescourt – miejscowość i gmina we Francji, w regionie Hauts-de-France, w departamencie Somma.
Według danych na rok 1990 gminę zamieszkiwało 329 osób, a gęstość zaludnienia wynosiła 28 osób/km² (wśród 2293 gmin Pikardii Davenescourt plasuje się na 671. miejscu pod względem liczby ludności, natomiast pod względem powierzchni na miejscu 338.).